# Axis Sally
Axis Sally era el sobrenom genèric donat a les personalitats de la ràdio femenina que emetien propaganda en anglès en nom de les potències de l'Eix europees durant la Segona Guerra Mundial. Aquests inclouen:
- Mildred Gillars, una alemanya nord-americana que emetia per l'Alemanya nazi.[1][2] Va ser la primera dona de la història dels Estats Units que va ser condemnada per traïció[3] pels Estats Units i després de la seva detenció a Berlín i el 8 de març de 1949 va ser condemnada de deu a trenta anys de presó.[3]
- Rita Zucca, una italoamericana que va emetre per a la Itàlia feixista.[4]

En els seus programes de ràdio, les dues figures conegudes com a Axis Sally solien combinar música swing amb missatges de propaganda destinats a les tropes nord-americanes. Aquests missatges acostumaven a ressaltar els avantatges de rendir-se, fomentar la por que les seves dones o parelles els estaven traint, i destacar que les forces de l'Eix coneixien la seva localització. Els soldats nord-americans escoltaven les transmissions de Gillars per la música popular, tot i que consideraven els seus intents de propaganda "risibles".